# 火燒兒 (蒙古食品)
火燒兒是蒙古族中流行的一種經油炸過的Dumpling，其名稱借自漢語「火烧」。其面团內一般加入绞碎的牛肉、羊肉、骆驼肉、洋葱（或大蒜）等餡料，佐以盐和其他調味料，經炸製後食用。類似於歐亞大陸廣泛流行的食品切布雷克（俄语：чебуре́к）或中國的韭菜盒子。
火烧儿既可以直接食用，也可以搭配番茄酱或美乃滋。除了传统的肉馅版本外，火烧儿还有其他做法。有些版本用胡萝卜、卷心菜（虽然不太受欢迎）或土豆泥代替肉馅。有些素馅版本由于使用羊油，也保持了羊肉风味。在蒙古餐厅里，一份餐点通常包括四张火烧儿，配上生菜叶和酸黄瓜出售；在更高档的餐厅里，有时会配上蔬菜沙拉。